# Henryka Dobosz-Kinaszewska
Henryka Dobosz-Kinaszewska (ur. 16 kwietnia 1940 w Kolanie) – polska dziennikarka, redaktorka, reżyserka filmów dokumentalnych.

## Życiorys

### Przed wprowadzeniemstanu wojennego
W 1962 roku ukończyła studia polonistyczne na Uniwersytecie im. Marii Curie-Skłodowskiej w Lublinie. Jest także absolwentką zaocznego Studium Dziennikarskiego przy Stowarzyszeniu Dziennikarzy Polskich (SDP). W latach 1962–1964 była redaktorką Działu Literatury Pięknej w Wydawnictwie Lubelskim. Od 1964 do1966 roku zatrudniona była w redakcji „Gazety Zielonogórskiej”. W latach 1967–1975 pracowała jako publicystka i kierowniczka działu kulturalnego w tygodniku „Nadodrze” w Zielonej Górze. W 1976 roku przyjechała ze swoim mężem Adamem Kinaszewskim na Wybrzeże. W tym samym roku urodziła się także ich córka Paulina. Podjęła wtedy pracę w redakcji „Głosu Wybrzeża”, gdzie pracowała przez trzy lata. Od roku 1979 do 1981 roku pisała do „Tygodnika Kulturalnego”, a następnie do periodyku „Samorządność”, który został rozwiązany po wprowadzeniu stanu wojennego. W sierpniu 1980 roku była sygnatariuszką oświadczenia dziennikarzy polskich wspierających strajk stoczniowców.

### Po wprowadzeniu stanu wojennego
11 grudnia 1981 roku Henryka Dobosz-Kinaszewska wzięła udział w Kongresie Kultury w Warszawie. 13 grudnia miał być ostatnim dniem obrad kongresu. Zgromadzenie zostało zawieszone. Tego dnia dowiedziała się o internowaniu jej męża. Pracownika Gdańskiego Ośrodka Telewizyjnego osadzono w obozie internowania w Strzebielinku. Kinaszewscy utrzymywali kontakt poprzez korespondencję. W czasie stanu wojennego H. Dobosz-Kinaszewska podjęła stałą współpracę z prasą podziemną. Związana była między innymi z „Przeglądem Politycznym”, „Przekazem”, „Podpunktem”, katolickimi periodykami: „Gwiazda Morza”, „W Drodze”. Jest współredaktorem książek „Wiązania”, „Grudzień 70”, „Dojrzewanie”, które wydrukowano przy duszpasterstwie oo. Dominikanów.

### Po roku 1989
Po roku 1989 dołączyła do zespołu redakcyjnego „Tygodnika Gdańskiego”, a następnie pełniła funkcję kierownika działu kultury w „Gazecie Gdańskiej”, którego była współorganizatorką. W latach 90. realizowała w Telewizji Gdańsk cykliczne rozmowy ze znanymi przedstawicielami kultury, zatytułowane „Kwadrans z...” i „Szkice do portretu”. W latach 1991–1994 stale współpracowała z Radiem Plus.

### Rodzina
Żona reżysera i producenta filmowego Adama Kinaszewskiego, matka aktorki Pauliny Kinaszewskiej.

## Filmografia

### Reżyseria
- Światło Biblii (1993)[10]
- Warszawa – pejzaż z Singerem (1999)[11]
- List do ojca Sławomira (2001)[12]
- Kryptonim „Inspirator” (2005)[13]
- Franka (2007)[14]
- I to wszystko zamienia się w taniec
- Między sierpniem a młotem (2010)[15]
- Komu skrzypce, a komu futerał (2013)[16]
- Czarni
- O tych, którzy zbudowali pomnik (2020)[17]

### Scenariusze
- Światło Biblii (1993)[10]
- Warszawa – pejzaż z Singerem (1999)[11]
- List do ojca Sławomira (2001)[12]
- Kryptonim „Inspirator” (2005)[13]
- Franka (2007)[14]
- Komu skrzypce, a komu futerał (2013)[16]
- O tych, którzy zbudowali pomnik (2020)[17]

### Producent
- Między sierpniem a młotem (2010)[15]

### Obsada aktorska
- Nie będę cię kochać (1973)[18]
- Wielkanoc (1974)[19]

## Nagrody i odznaczenia
- I nagroda Klubu Publicystów Kulturalnych SDP (1969)
- II nagroda Klubu Publicystów Kulturalnych SDP (1972)
- Odznaka „Zasłużony Działacz Kultury” (1973)
- II nagroda w konkursie tygodnika „Polityka” pt. „Robotnicy lat 80-tych” (1978)
- II nagroda w konkursie na reportaż literacki tygodnika „Czas” (1978)
- Medal Solidarności[20]
- Medal Księcia Mściwoja II (2007)[21][22]